# Хаусманн, Рикардо
Рикардо Хаусманн (род. в 1956 году) — профессор, в настоящее время возглавляет лабораторию роста Центра международного развития практики экономического развития в Школе государственного управления им. Джона Ф. Кеннеди при Гарвардском университете, бывший директор Центра международного развития. Он был в 1992—1993 годах венесуэльским министром планирования и руководителем президентского управления по координации и планированию. Он представил несколько регулярно используемых концепций в экономике, таких как диагностика роста, самообнаружение, тёмная материя, пространство продукта и экономическая сложность.

## Карьера
Хаусманн получил степень бакалавра в области инженерии и прикладной физики в 1977 году и степень кандидата экономических наук в 1981 году в Корнелльском университете. С 1985 по 1991 год он был профессором экономики в Институте высшего управления в Каракасе, где он основал Центр общественной политики. С 1992 по 1993 год он занимал пост министра планирования Венесуэлы и члена Совета Центрального банка Венесуэлы. Примерно в то же время он был председателем комитета по развитию МВФ — Всемирного банка. Хаусманн был главным экономистом Межамериканского банка развития в 1994—2000 годах, где он создал исследовательский отдел.
В сентябре 2000 года Хаусманн переехал в Гарвард. Хаусманн стал директором Центра международного развития (CID) в Гарвардском университете и профессором практики экономического развития в Гарвардской школе государственного управления им. Кеннеди. Он также является профессором на кафедре Джорджа А. Коуэна в Институте Санта-Фе. В период с 2005 по 2008 года он возглавлял Международную группу по инициативе по ускоренному и совместному экономическому росту росту Южной Африки, международную группу экономистов, которую правительство Южной Африки пригласило консультировать их программу экономического роста. Он также преподает две темы — «Стратегия развития» и «Почему так много бедных и нестабильных?». Одновременно с работой в «CID» Хаусманн также занимал несколько должностей в коммерческих и некоммерческих организациях. Он был членом совета директоров венесуэльской телефонной компании «CANTV», консультативного совета «Abengoa», компании по возобновляемой энергии и инжинирингу, базирующейся в Испании. С 2010 по 2011 года он был президентом Латиноамериканской и Карибской экономической ассоциации.
В «CID» Хаусманн сосредоточил свои исследовательские усилия в двух широких областях — основные факторы, определяющие макроэкономическую нестабильность, финансовую неустойчивость и кризисы, а также детерминанты долгосрочного роста. Темы, которые он изучал, включают причины ускорений роста и обвалов, диагностика роста, процесс структурной трансформации и пространство продукта, глобальные дисбалансы. В исследованиях стран, в которых он принимал участие, вошли проекты по Аргентине, Армении, Азербайджану, Белизу, Бразилии, Колумбии, Чили, Китаю, Сальвадору, Египту, Гватемале, Индии, Казахстану, Мексике, Марокко, Парагваю, Перу, Южной Африке, Тунис, Венесуэла и США. Он также работает по гендерным вопросам и является соавтором ежегодного доклада о глобальном гендерном разрыве Всемирного экономического форума с момента его создания в 2006 году. Он пишет ежемесячную колонку для Project Syndicate, посвященную экономике развития.
4 марта 2019 года Хуан Гуайдо назвал Хаусманна представителем Венесуэлы в Межамериканском банке развития (МБР), расположенном в Вашингтоне многостороннем агентстве и единственной международной финансовой организации, которую признает Гуайдо, в качестве законного президента Венесуэлы. МБР отменил свое ежегодное собрание в Чэнду, Китай, после того как китайское правительство отказало Хаусманну в визе. 27 сентября 2019 года Хаусманн подал в отставку с должности посла в МБР. Хаусманн подчеркнул, что он будет готов помочь Гуайдо любым возможным способом и он рекомендовал Алехандро Плаз в качестве представителя МБР Венесуэлы, который был назначен на эту должность Гуайдо.
С 2014 года Хаусманн управляет своей частной консалтинговой компанией Ricardo Hausmann Consulting LLC, расположенной в Бостоне, штат Массачусетс.

## Разработанные концепции

### Первородный грех
Выражение «первородный грех» впервые было использовано в международных финансах в статье Барри Эйхенгрина и Хаусманна в 1999 году. Авторы определяют первородный грех как ситуацию, в которой жители или правительство страны не могут заимствовать средства в своей собственной национальной валюте. Бедная страна вынуждена занимать средства, выраженные в иностранной валюте (например, доллар США, евро). Основываясь на измерении первородного греха, авторы показывают, что «первородный грех» присутствовал в большинстве развивающихся стран и не зависел от историй высокой инфляции и девальвации валюты. Так как внутренняя валюта страны-заемщика обесценивается, ссуду будет сложнее погасить, поскольку национальная валюта становится дешевле, что влияет на размер полученной ссуды не в национальной валюте.
Более поздние исследования были в основном сфокусированы на международном «компоненте первородного греха» — неспособности большинства стран брать кредиты за границей в собственной валюте. Барри Эйхенгрин, Хаусманн и Уго Паницца показали, что почти все страны кроме США, зоны евро, Японии, Великобритании и Швейцарии с течением времени перенесли последствия «первородного греха». Авторы утверждали, что этот международный компонент первородного греха имеет серьезные последствия. Это делает долг более рискованным, повышает волатильность и влияет на способность страны проводить независимую денежно-кредитную политику. Эффект первородного греха может вызвать несоответствие валют в национальном балансе страны валюты ее активов. Таким образом, большие колебания реального обменного курса влияют на совокупные активы, и государству будет сложнее обслуживать свой долг. Другими словами, «первородный грех» имеет тенденцию делать фискальный баланс зависимым от реального обменного курса и краткосрочной реальной процентной ставки.
Критика концепции «первородного греха» была двоякой. С одной стороны, Моррис Гольдштейн и Филип Тернер утверждают, что «первородный грех» не содержит достаточно условий несоответствия валют и следовательно, не может объяснить большие потери из-за несоответствий валют во время финансовых кризисов. С другой стороны, Кармен Рейнхарт, Кеннет Рогофф и Мигель Савастано утверждают, что основная проблема стран с формирующейся рыночной экономикой заключается в том, чтобы научиться меньше занимать, а не больше брать в национальной валюте. Они предполагали, что проблемы развивающихся рынков были не в «первородном грехе», а в так называемой долговой «нетерпимости», и неспособность развивающихся рынков управлять внешним долгом, которые при тех же обстоятельствах были бы управляемыми для развитых стран.

### Самопознание
Самопознание — это концепция, разработанная Хаусманном и Дэни Родриком, которая относится к процессу выявления того, какую экономическую деятельность можно выгодно вести в данной стране. В статье 2003 года, озаглавленной «Экономическое развитие как самопознание». Хаусманн и Родрик оспаривают идею о том, что экономический рост будет автоматически зависеть от наличия современных технологий и хороших экономических институтов, таких как правильно разработанные и обеспеченные права собственности. Еще одно условие данной концепции заключается в том, что предприниматели знают, какие новые виды экономической деятельности там можно прибыльно осуществлять, иными словами, что существует достаточное «самооткрытие».
Самопознание дорого обходится инновационным предпринимателям, которые вкладывают в него свои ресурсы. Тем не менее, преимущества самопознания достаются всем предпринимателям в стране, которые знают, какие виды деятельности являются прибыльными, не выясняя это самостоятельно. Если это в конечном итоге приведет к большему количеству инноваций и росту в стране, выгоды от самопознания достаются еще большим группам людей. Таким образом, согласно Хаусману и Родрику, самопознание имеет преимущества, которые выходят далеко за рамки компании, которая изначально инвестировала в это открытие, другими словами, оно имеет положительные внешние эффекты. Согласно данной концепции, правительства должны осуществлять экономическую политику, способствующую «самопознанию».
В более поздней статье Хаусманн, Родрик и соавтор Джейсон Хванг нюансируют предыдущие выводы о «самопознании». Они утверждают, что некоторые продукты характеризуются более высоким уровнем производительности, чем другие. Таким образом, «самопознание» в основном выгодно для стран, если высокопроизводительные товары могут производиться с большой доходностью. Это связано с тем, что новые продукты повышают прибыльность экспортной корзины страны, что в свою очередь влияет на темпы роста. Таким образом, некоторые продукты интереснее производить чем другие и именно эти продукты действительно вызывают полезный эффект самопознания.

### Диагностика роста
Диагностика роста — это методология, разработанная Хаусманном для определения основных причин, почему некоторые развивающиеся страны не развиваются так быстро, как можно было бы ожидать. Основное предположение концепции заключается в том, что в разных странах наблюдается медленный рост по разным причинам.
Таким образом, методология диагностики роста отличается от «симптомов» низкого роста, которые видны в экономике страны, например низкого уровня инвестиций. Используя дерево решений, все возможные причины этих симптомов проверяются и если возможно, устраняются. Далее, возникновение этих причин изучается. Это продолжается до тех пор, пока не будет найдено наиболее связывающее ограничение для роста в стране. Это ограничение, которое необходимо учитывать экономической политике в стране для ускорения роста. Авторы утверждают, что применение «неправильного лекарства от неправильной болезни», то есть проведение неправильной экономической реформы может быть как экономически непродуктивным, так и политически опасным.
Одним из первых применений методологии диагностики роста стало тематическое исследование Сальвадора, описанное в статье «Диагностика роста», в соавторстве с Дэни Родриком и Андресом Веласко. В то время в стране были хорошие макроэкономические показатели, достойные институты, низкие процентные ставки и отдача от образования. По мнению авторов, методология диагностики роста показала, что в конечном итоге низкие инвестиции в Сальвадоре могут привести к проблеме самообнаружения, то есть страна теряла свои традиционные отрасли и было неясно куда следует инвестировать.
Отсутствие инновационных инвестиционных идей стало для Сальвадора наиболее сдерживающим фактором роста. После публикации этого документа стратегия диагностики роста была принята рядом международных организаций, включая Всемирный банк, Межамериканский банк развития, Азиатский банк развития, Департамент международного развития Великобритании и корпорацию «Вызовы тысячелетия». В настоящее время сеть «PREM» собирает тематические исследования стран, в которых используется методология диагностики роста.

### Темная материя
Темная материя — термин, введенный Хаусманном и Федерико Штурценеггером для обозначения «невидимых» активов, которые объясняют разницу между официальными оценками совокупного текущего счета США и оценками, основанными на фактическом доходе США . В частности, Бюро экономического анализа США оценило чистый дефицит счета текущих операций США в 2,5 триллиона долларов в 2004 году. Однако, по словам Хаусмана и его коллеги Федерико Штурценеггера дефицит счета текущих операций США в действительности не может быть таким высоким, как он есть. Это не похоже на случай, когда чистая прибыль в 2004 году по-прежнему составляла 30 миллиардов, что не ниже, чем в 1980 году, до того как США увеличили дефицит текущего счета. Таким образом, авторы утверждают, что «реальный» совокупный текущий счет в 2004 году был на самом деле положительным и что каким-то образом большое количество (иностранных) активов не учитывается в расчетах.
Предполагаемый источник этого «недостающего богатства» — темная материя, возникшая в результате неучтенного экспорта идей и других услуг (таких как страхование или ликвидность) из США в другие страны. Оба автора утверждают, что США имеют значительный экспорт, в основном бизнес- ноу-хау в сочетании с прямыми иностранными инвестициями, который не отражен в официальной торговой статистике. Этот экспорт увеличивает реальную стоимость его иностранных активов и следовательно снижает реальный размер дефицита. Поэтому, утверждают они, поводов для беспокойства о финансовом положении США меньше, чем принято считать. Кроме того, эта «темная материя» в текущем счете США также имеет значение для счетов других стран, которые непреднамеренно накапливали обязательства, импортируя ноу-хау.
Идея «темной материи» не осталась без критики. Во-первых, Виллем Буитер утверждал, что «темная материя должна» привести к более высокой норме прибыли по внешним активам США, чем по внешним обязательствам США. Тем не менее, он утверждает, что нет убедительных доказательств того, что это так. Во-вторых, доходы США от «темной материи» сильно различаются из года в год, хотя это связано с постоянными характеристиками экономики США, такими как экспорт ноу-хау. Наконец, Мэтью Хиггинс, Томас Клитгаард и Седрик Тилль согласны с утверждением, что иностранные активы США в настоящее время недооценены. Тем не менее, они утверждают, что иностранные обязательства США прекратились. Таким образом, у США меньше иностранных обязательств, чем предполагается в настоящее время, этот факт объясняет неожиданно высокий чистый доход. В статье 2007 года Хаусманн и Штурценеггер отвечают на некоторые из этих критических замечаний, отстаивая существование и функцию «темной материи».

### Пространство продукта
Пространство продуктов — это инструмент для понимания процесса структурной трансформации и самопознания, который Рикардо Хаусманн представил вместе с Сезаром Идальго и Бэйли Клингером. «Пространство продуктов» состоит из сети продуктов, где два продукта связаны в соответствии с вероятностью их совместного экспорта, что указывает на то, что они как правило требуют аналогичных возможностей.
По мнению Хаусмана и его коллег, Пространство продуктов предсказывает фактическую эволюцию модели сравнительных преимуществ наций. Они утверждают, что из-за сбоев координации экономика будет диверсифицироваться, перейдя на продукты, которые тесно связаны с продуктами, которые в настоящее время производятся. Таким образом, по мере развития страны она будет распространяться через пространство продуктов от одного продукта к другому, достигая все более и более сложных продуктов по мере продвижения. В недавней публикации под названием «Структурная трансформация и образцы сравнительного преимущества в пространстве продуктов» Хаусманн и соавтор Бэйли Клингер объясняют идею пространства продуктов.
Пространство продуктов связано с идеей диагностики роста, поскольку оно было разработано с целью выявления ошибок координации, устранение которых может способствовать развитию экономики развивающейся страны. Конечная цель Пространства продуктов заключается в разработке аналитических инструментов, которые позволяют изучать экономическое развитие, рассматривая фактические технологические возможности стран, а не только традиционные меры управления, используемые такими учреждениями, такими как Всемирный банк или Международный валютный фонд. Таким образом, в статье 2009 года индекс экономической сложности предлагается в качестве более точного прогнозирующего показателя роста чем предыдущие показатели. Исследования Хаусмана, Идальго и их группы по продукту и экономической сложности обобщены в книге «Атлас экономической сложности».